# أريغارون برتقالي
أريغارون برتقالي (الاسم العلمي: Erigeron aurantiacus) هو نوع من النباتات يتبع جنس الأريغارون من الفصيلة النجمية.